# Християнський квартал (Єрусалим)
31°46′42″ пн. ш. 35°13′46″ сх. д. / 31.77847222° пн. ш. 35.2294° сх. д.

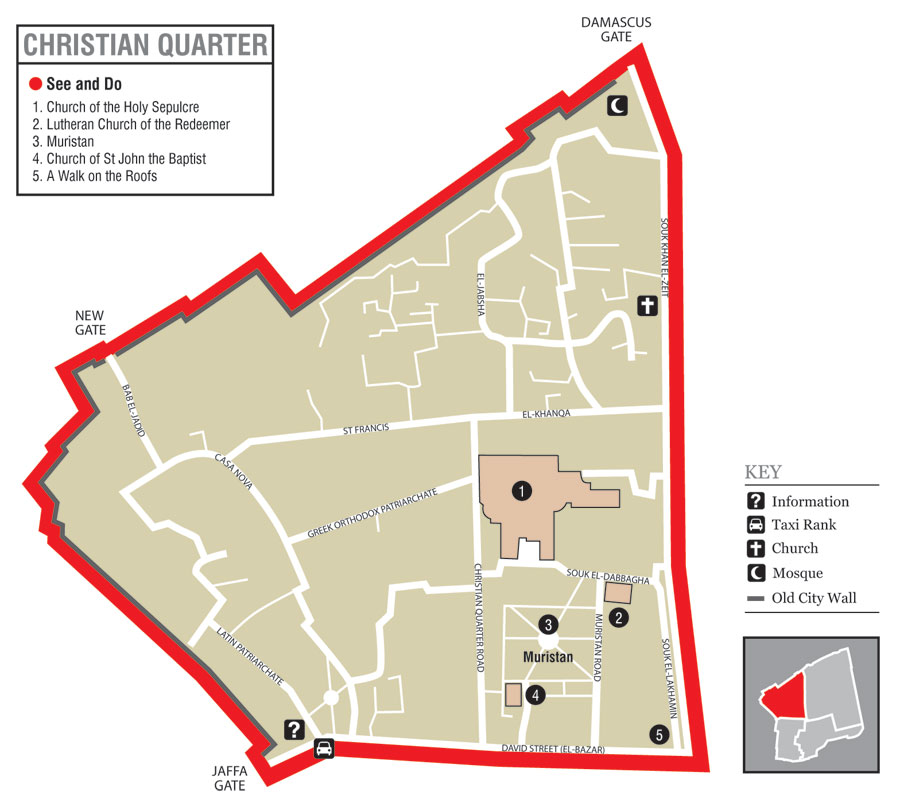
Мапа Християнського кварталу

Християнський квартал (івр. הַרֹבַע הַנוֹצְרִי ха'Рова ха'Ноцрі , араб. حارة النصارى Харат ан-Насара ) — один із чотирьох кварталів Старого міста Єрусалиму. Християнський квартал розташований у північно-західному куті Старого міста і тягнеться уздовж його західної стіни від Нових воріт на півночі впритул до Яффських воріт; на півдні — уздовж дороги від Яффських воріт до Західної стіні, стикаючись з Єврейським і Вірменським кварталами; на сході квартал доходить до Дамаських воріт, де він межує з Мусульманським кварталом.
В основному квартал складається з будівель релігійного, туристичного та освітнього призначення — в тому числі релігійних шкіл (наприклад, Лютеранська школа і школа Св. Петра), — або призначених для християнських паломників. У кварталі знаходяться близько 40 християнських святинь, в тому числі Гріб Господній. Навколо Храму Гробу Господнього розташовані інші церкви та монастирі. Одним із найбільш знаменитих об'єктів християнського кварталу вважається Віа Долороза — «Скорботний шлях», яким, згідно з християнськими переказами, йшов Христос від судилища на Голгофу.

## Загальний опис
Житлових будинків у кварталі небагато, в основному вони сконцентровані в його південно-східній частині. Більшу частину кварталу займають християнські об'єкти. Крім найбільшого з них — Храму Гробу Господнього — значну площу займають патріархат Грецької православної церкви з резиденцією православного Патріарха Єрусалимського, францисканський монастир Святого Спасителя і латинського патріархія з собором Пресвятого Імені Ісуса. Також в кварталі знаходяться кав'ярні, сувенірні магазини, ресторани і готелі. Магазини сконцентровані в основному уздовж ринкової Вулиці Давида і Християнської дороги.

## Пам'ятки

### Церкви
- Храм Гробу Господнього
- Лютеранська церква Спасителя
- Церква Іоанна Хрестителя
- Співкафедральний Собор Пресвятого Імені Ісуса

### Монастирі
- Деїр Ель-Султан
- Монастир Св. Спасителя

### Мечеті
- Мечеть Омара
- Мечеть Аль-Кханг аль-Салахійя

### Ринки
- Муристан

## Галерея

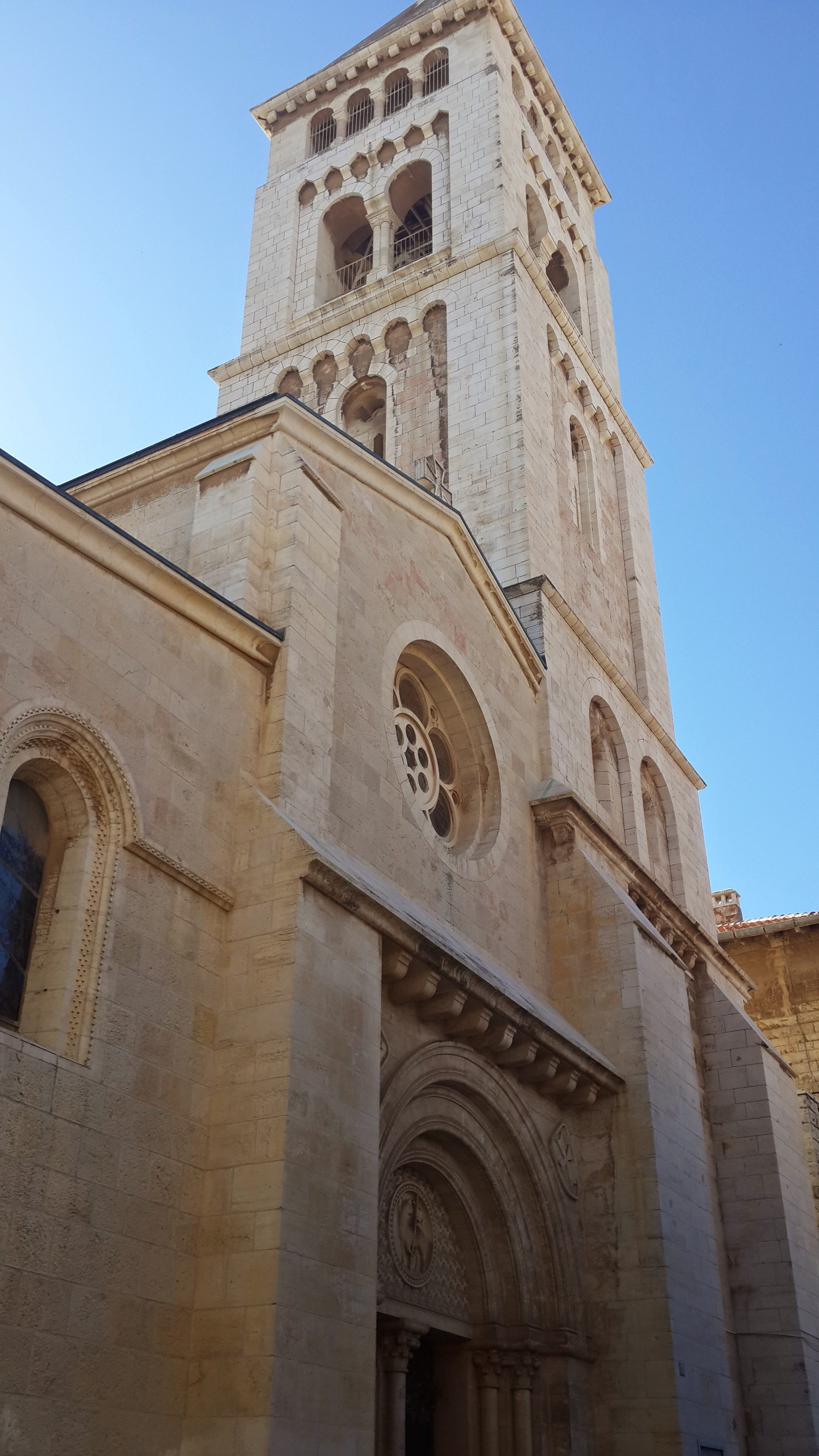
Лютеранська церква Спасителя (дзвіниця)
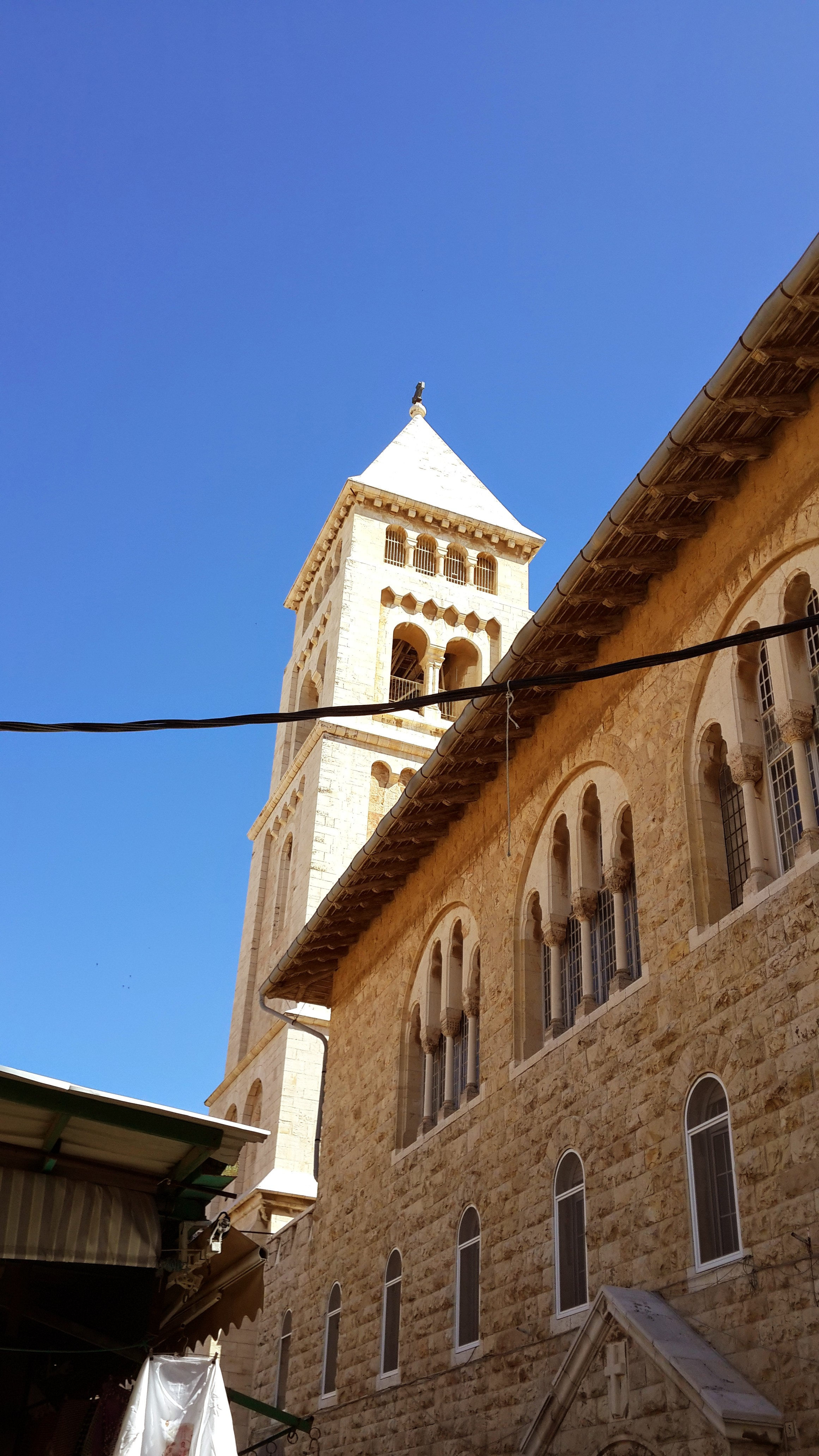
Лютеранська церква Спасителя
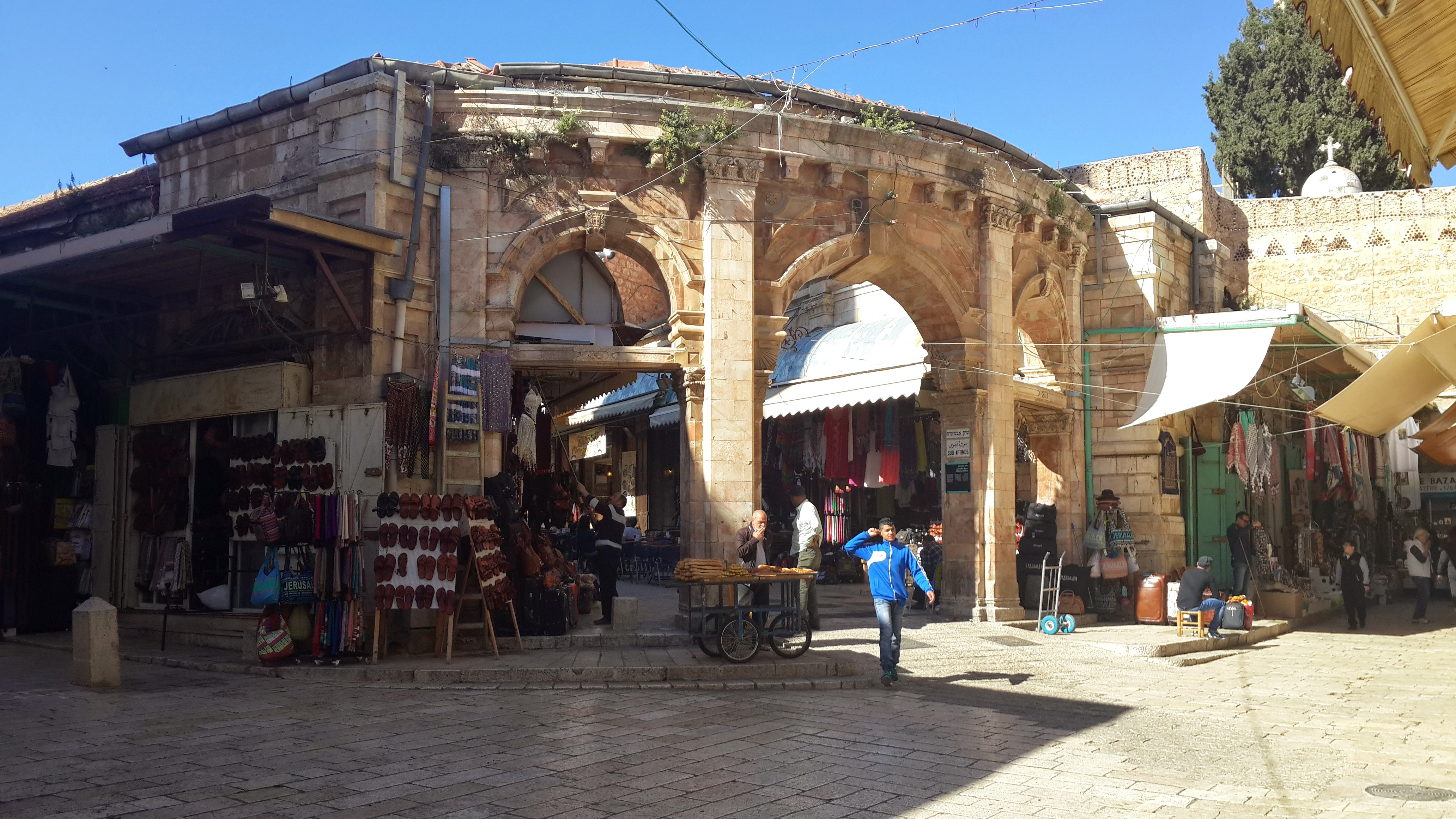
Християнський квартал
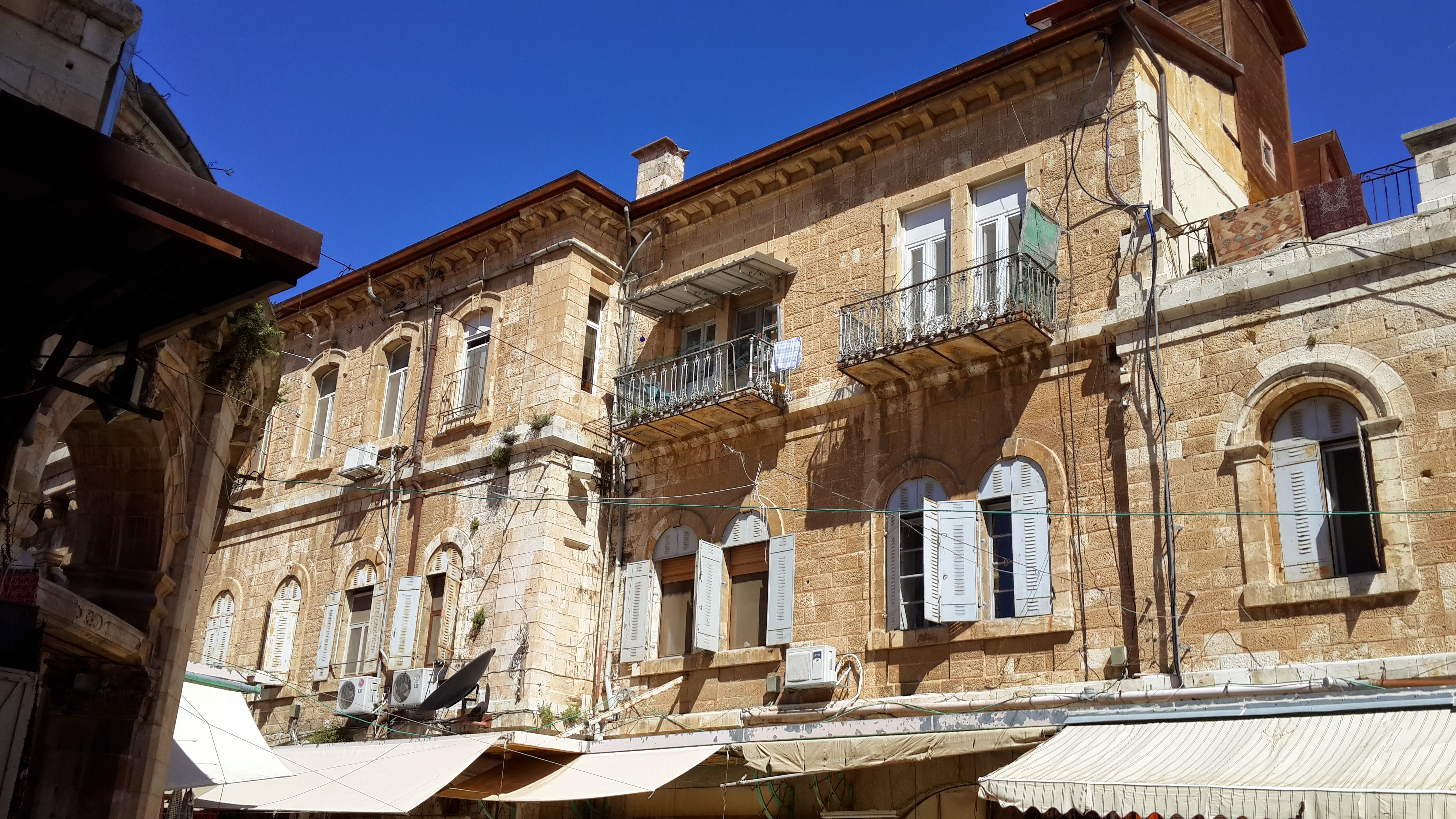
Монастир Сент Авраам
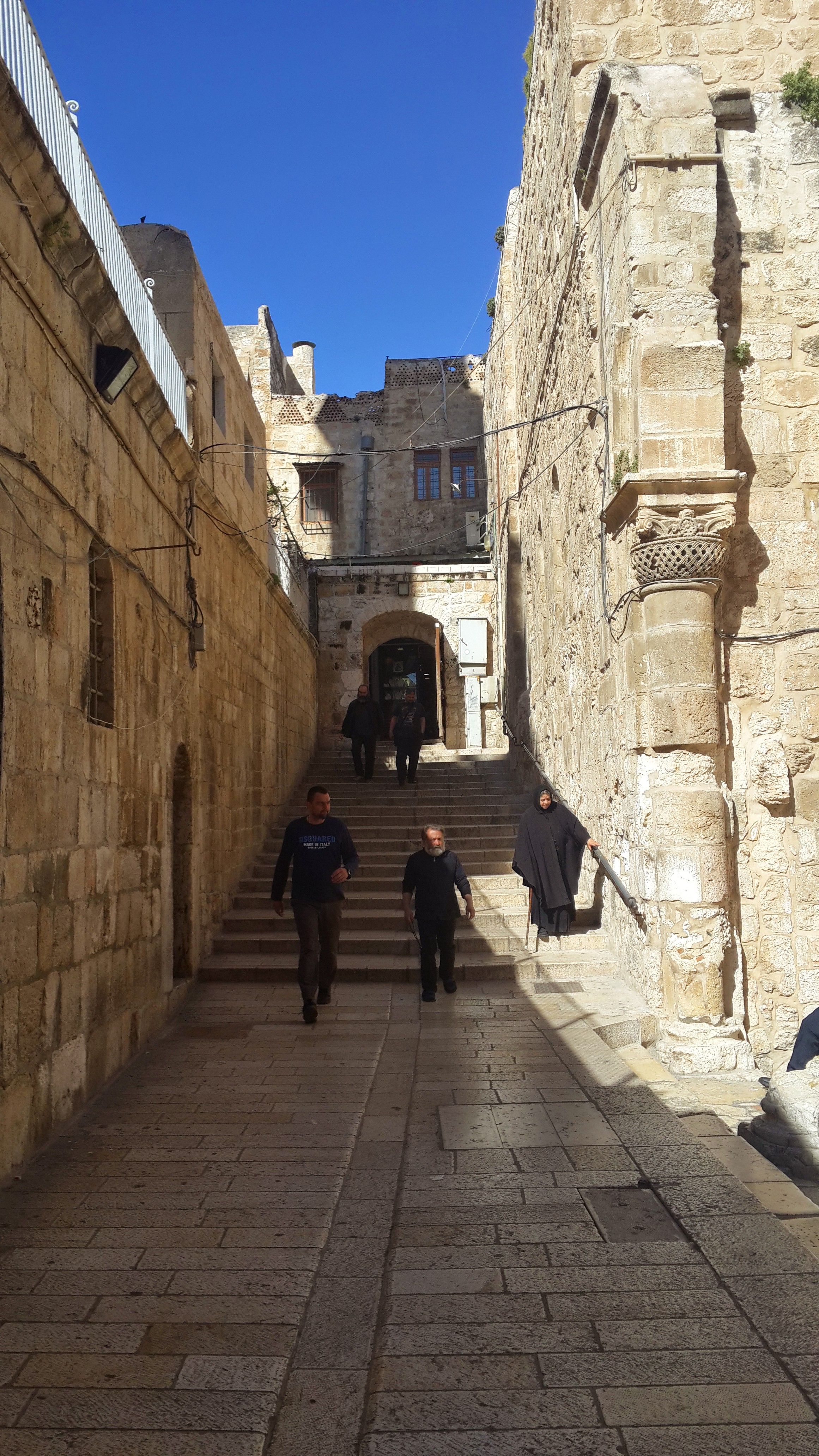
Стара колона на паперті Церкви Гробу Господнього
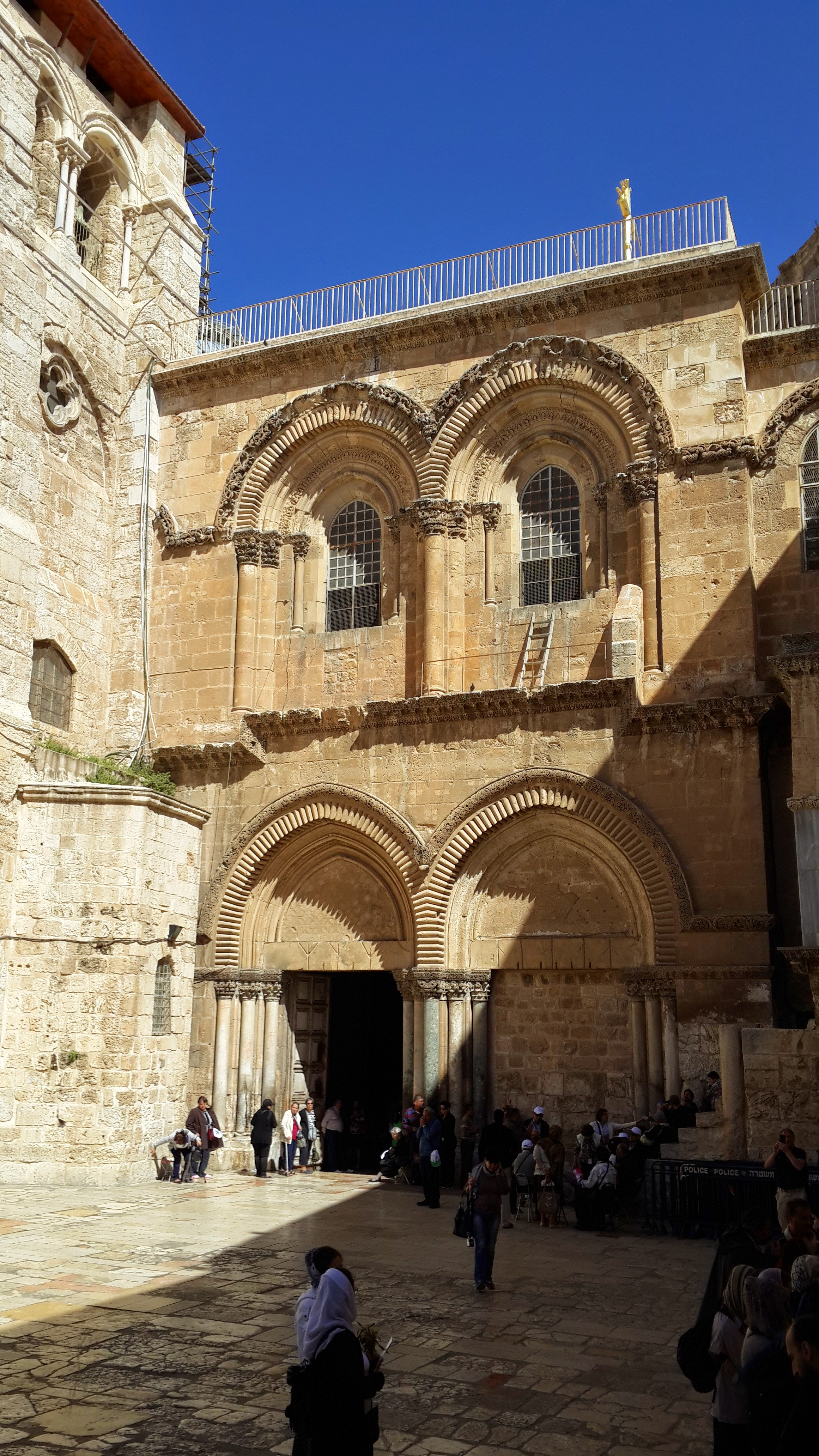
Храм Гробу Господнього, вхід
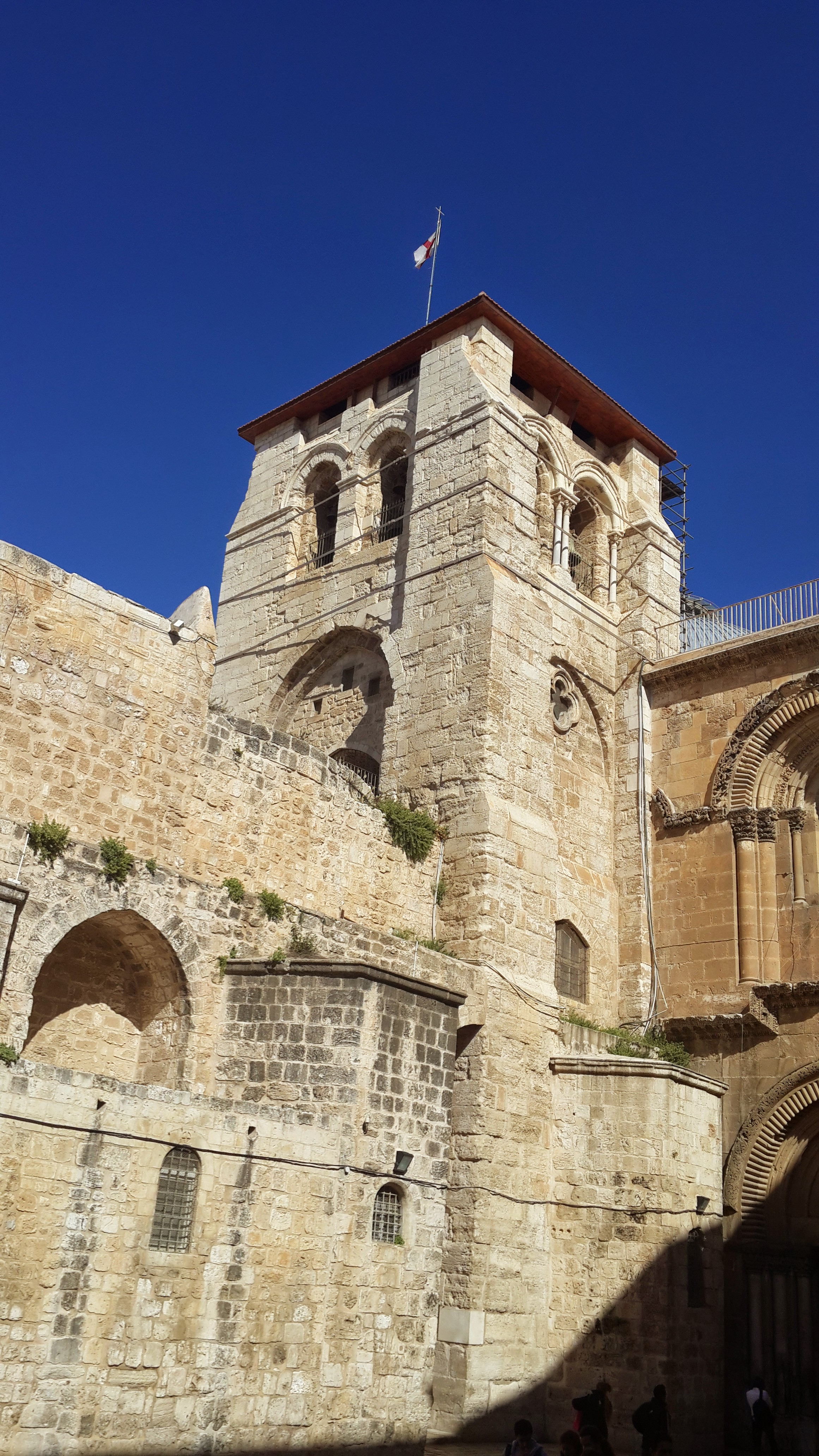
Храм Гробу Господнього, дзвіниця

## Розташування
Помилка скрипту: Функції «with columns» не існує.